# П'єр Ферма
П'єр Ферма́ (фр. Pierre de Fermat, 17 серпня 1601 — 12 січня 1665) — французький математик, засновник аналітичної геометрії і теорії чисел. П'єр де Ферма — найзагадковіша постать у науковому світі XVII століття[джерело?].

## Біографія
П'єр Ферма́ народився у місті Бомон-де-Ломань (Гасконь, згідно сучасного, з 2016 року, адміністративного поділу Франції — округ Кастельсарразен, департамент Тарн і Гаронна, регіон Окситанія). Баск за походженням. Ситуація з роком народження Ферма досить заплутана — у різних джерелах він різний, проте згідно останніх досліджень, скоріш за все це 1607 рік.
Батько П'єра, Домінік Ферма, був багатим торговцем шкіряними виробами та три роки був одним з чотирьох консулів Бомон-де-Ломань. Матір'ю П'єра була Клер де Лонг.
Ферма навчався в Орлеанському університеті з 1623 року і отримав ступінь бакалавра цивільного права 1626 року. Потім перебрався в Бордо, де і почав свої перші серйозні математичні дослідження, 1629 року подарував копію своєї реставрації «De Locis Planis» Аполлонія одному з тамтешніх математиків. У Бордо він також написав важливі роботи з екстремумів, які він передав Етьєну д'Еспань, який явно поділяв математичні інтереси з Ферма. Значний вплив на Ферма мали роботи Франсуа Вієта.
У 1630 році він купив посаду радника в Парламенті Тулузи, одному з вищих судів Франції, і в травні 1631 року його було приведено до присяги. Він займав цю посаду до кінця свого життя. 1 червня 1631 року Ферма одружився з Луїзою де Лонг, далекою родичкою його матері. У їхній родині було вісім дітей, п'ятеро з яких дожили до повноліття: Клеман-Самуель, Жан, Клер, Кетрін і Луїза.
Ферма вільно володів шістьма мовами (французькою, латинською, окситанською, класичною грецькою, італійською та іспанською). Його часто хвалили за вірші на декількох мовах, від нього з нетерпінням чекали порад щодо виправлення грецьких текстів. Він передавав більшість своїх робіт у листах друзям, часто практично без доведень своїх теорем. У деяких з цих листів він досліджував багато фундаментальних ідей числення ще до Ньютона або Лейбніца. 
Ферма був юристом за освітою, тому математика була радше хобі, ніж професією. Проте, він вніс важливий внесок в аналітичну геометрію, теорію ймовірності, теорію чисел. У той час в європейських математичних колах була поширена секретність. Це, природно, призводило до суперечок про пріоритет з такими сучасниками, як Рене Декарт і Джон Валліс.

## П'єр Ферма і математика

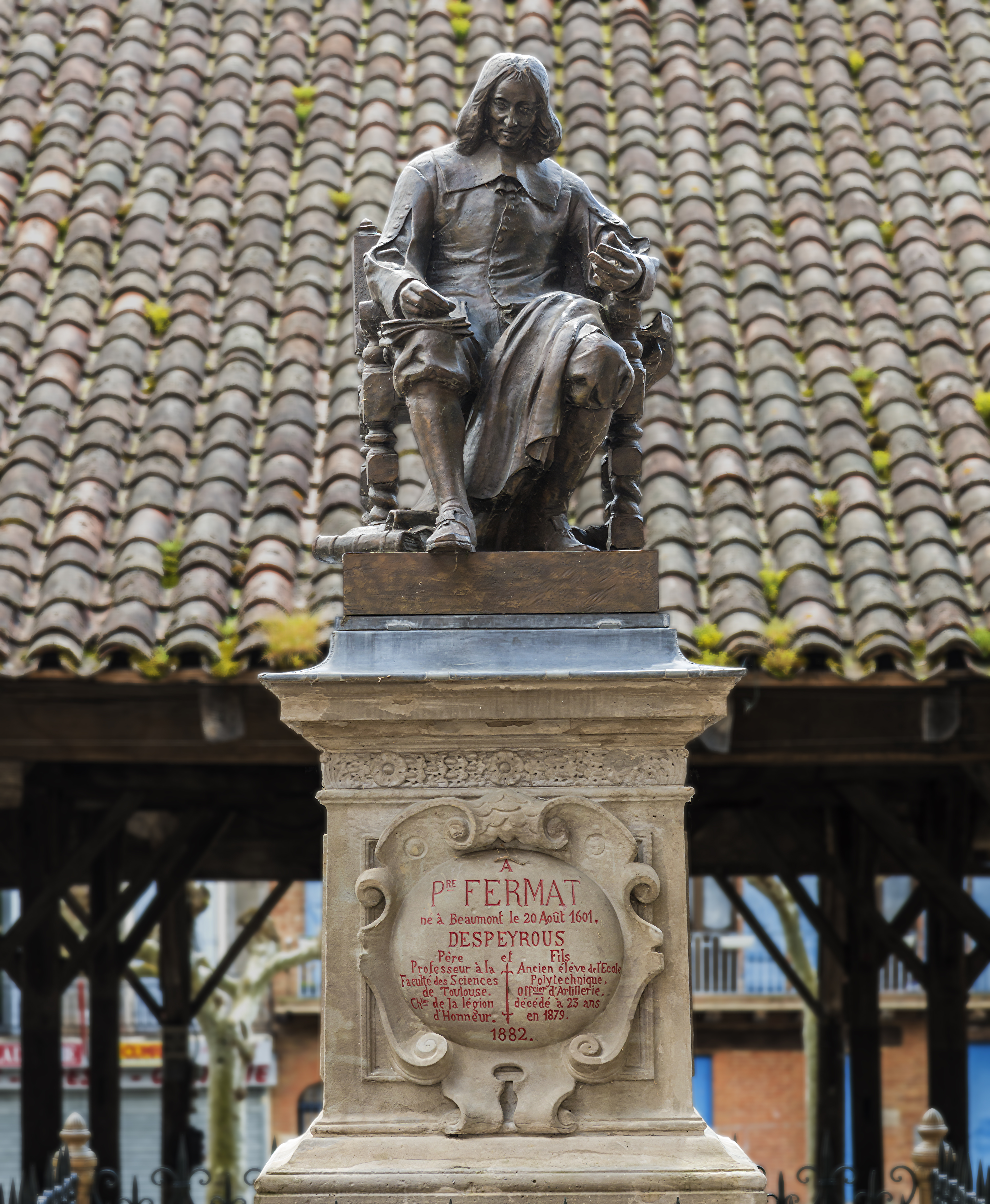
Пам'ятник Ферма в Бомон-де-Ломань.

Працюючи над «Арифметикою» Діофанта, він суттєво розвинув теорію чисел, поклавши початок широкому розділові математики — теорії алгебраїчних чисел, яка виникла внаслідок спроб довести деякі сформульовані, але не доведені самим П'єром Ферма теореми.
Раніше від Рене Декарта і більш систематизовано П'єр Ферма ввів метод координат із його застосуваннями до рівнянь прямої та кривих 2-го порядку, рівняння яких шляхом паралельного перенесення і повороту осей зводив до простого вигляду.

### Математичний аналіз
У галузі математичного аналізу, одним із засновників якого він був, Ферма, поряд із Декартом, оперував поняттям змінної величини, встановив правило похідної та інтегралу степені з довільними показниками, вивів формулу інтегрування частинами, з'ясував методи знаходження екстремуму функцій.
Завдяки Фермі й Декартові в науку ввійшло поняття руху, так що диференційне та інтегральне числення були в основному і в цілому завершені, а не винайдені Ляйбніцом і Ньютоном.

### Теорія ймовірностей
П'єр Ферма і Блез Паскаль стали першотворцями математичної теорії ймовірностей. Якось такий собі кавалер де Мере звернувся до Паскаля з приводу т. зв. «задачі про очки» у грі в карти та кістки. Паскаль тут же зав'язав листування з Ферма — і вони удвох за короткий термін встановили деякі основні положення теорії ймовірностей (1654). Звернення Паскаля до Ферма не було випадковим — на той час аналогічні задачі виникали у страховій справі, до якої як радник парламенту мав безпосереднє відношення П'єр Ферма.

## П'єр Ферма і фізика
У фізиці П'єр Ферма сформулював т. зв. принцип Ферма — основний принцип геометричної оптики, з якого випливають закони відбиття та заломлення світла, припущення про реалізацію фундаментального принципу найменшої дії.

## Доробок і спадщина
П. Ферма прижиттєво не друкувався: на той час ще не існувало наукових журналів. Результати його досліджень стали відомі після смерті вченого, коли Мерсенн (друг Р. Декарта і хранитель рукописів вчених-сучасників), а також син Ферма опублікували основні роботи математика. Значна частина результатів досліджень Ферма міститься в листах до Б. Паскаля, Р. Декарта, П. Гассенді, Ф. Б. Кавальєрі, Е. Торічеллі, Х. Гюйгенса, Д. Валліса, Ф. де Бессі та ін.

## Теореми Ферма
Винятком стала лише Велика (остання) теорема Ферма (ВТФ):
{\displaystyle x^{n}+y^{n}\neq z^{n}} , {\displaystyle n>2,x,y,z\in {\mathcal {Z}}}, де Z — цілі числа, відмінні від нуля. Винятком у подвійному сенсі. По-перше, це єдина теорема із 30, доведення якої для окремого випадку n=4 було знайдено у паперах Ферма.
По-друге, це єдина теорема з усіх ним запропонованих, загального доведення якої безуспішно шукали сотні найвидатніших математиків світу аж до наших днів. їх пошуки супроводжувалися-відкриттям ряду розділів сучасної алгебри та інших її відгалужень, у створення яких вклали немало праці Л. Ейлер, К. Ґаусс, Л. Діріхле, А. Лежандр, Г. Ламе, С. Жермен. Їхня робота увінчувалася доведеннями все нових і нових часткових випадків, однак загальне доведення ВТФ так нікому і не вдалося віднайти.

## Теорема Ферма та її доведення
У листах Ферма, як правило, не містилося доведень математичних положень, які він пропонував до розгляду. 
| «Я не можу, — писав Ферма, — прикласти тут доведення, яке випливає з багатьох різноманітних і таємничих властивостей чисел». | Однак там, де він стверджував, що має таке доведення, його обов'язково було віднайдено зусиллями інших математиків наступних поколінь (головним чином Л. Ейлером і А. Коші).
У 1908 році німецький промисловець і любитель математики Вольфскель заповів 100 000 марок тому, хто доведе ВТФ.
Магія ВТФ у її зовнішній простоті. Саме ця простота породжує ось уже більш як триста років нав'язливу ідею фікс — довести теорему будь-що. Саме через цю таємничо-зрадливу простоту позбулися спокою тисячі й тисячі аматорів.
Визнане всім науковим світом доведення ВТФ, яке здійснив нарешті у 1995 році американець англійського походження Ендрю Вайлз, займає 129 сторінок!
Ні за обсягом, ні за методами дослідження кінця XX століття сам П'єр Ферма такого доведення мати не міг.

## Цікаві факти щодо доведення
У місті Дортмунд (ФРН) відкрито Музей доведень Великої теореми Ферма.

## Висновки з теореми
ВТФ, теорема, яка вже не має сьогодні особливої самостійної цінності, як ніяка інша в історії науки, 
| «породила і викувала нові могутні засоби і нові відкриття у математичних науках» |

## Галерея

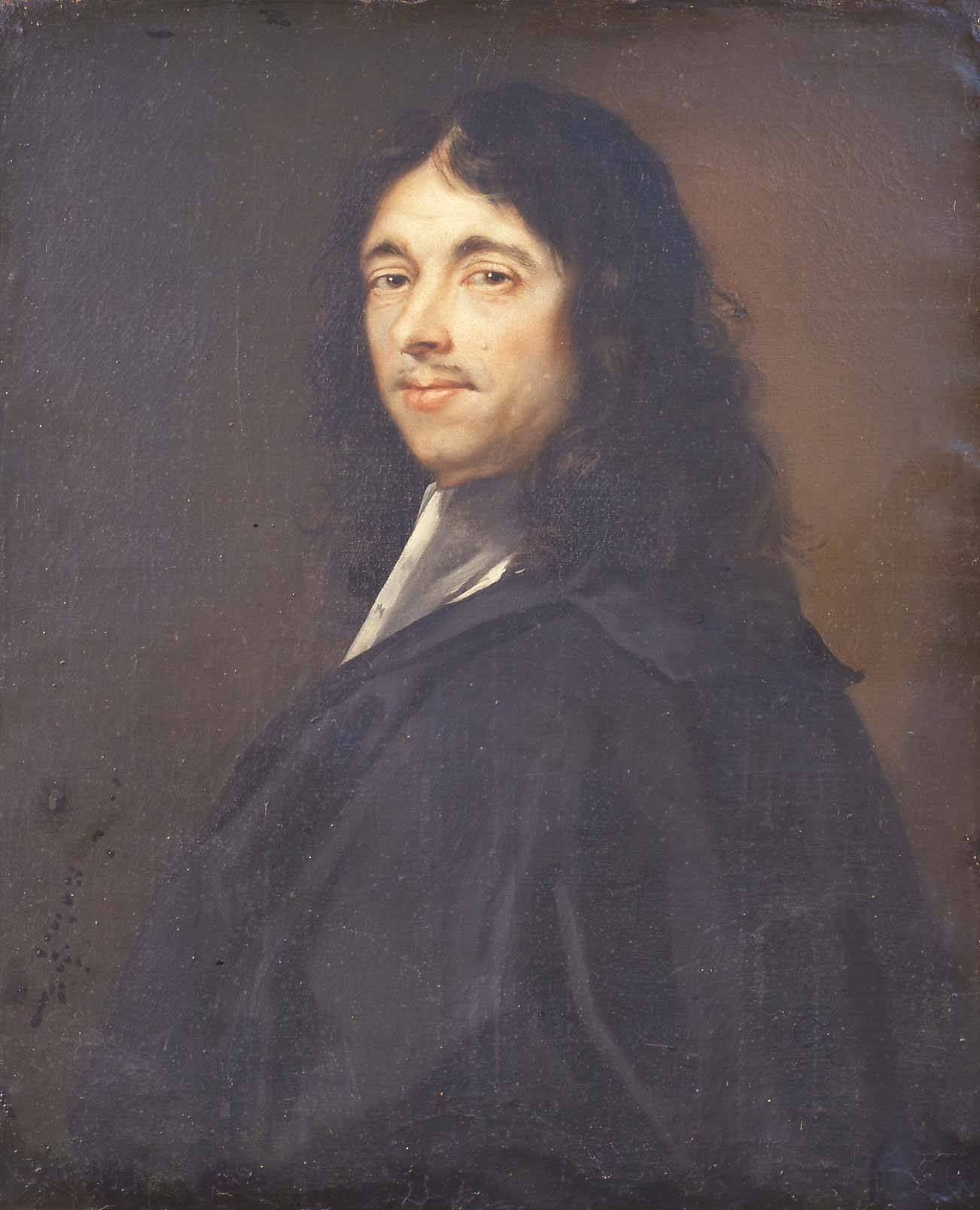
Портрет П'єра Ферма роботи Роллана Лефевра
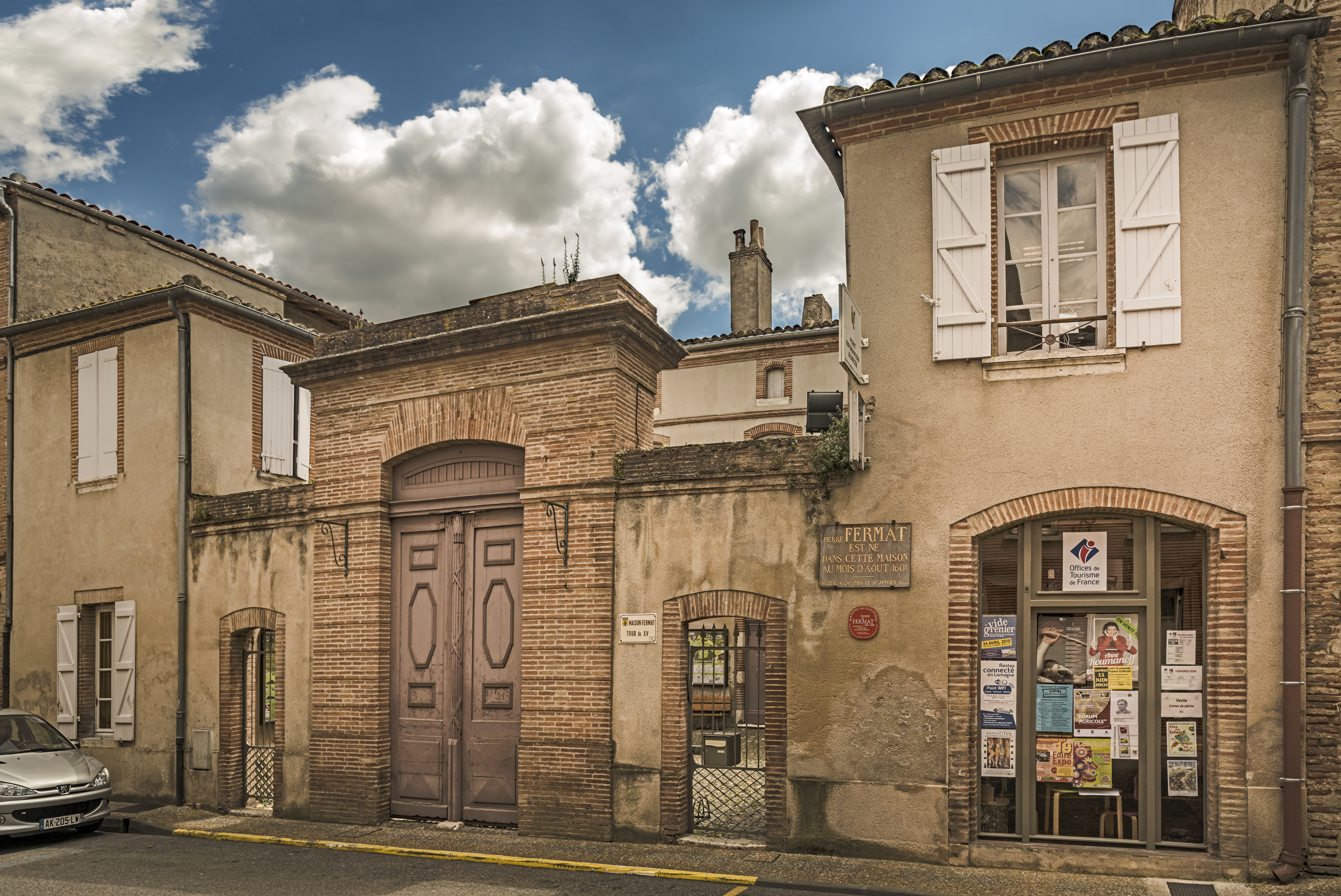
Будинок у Бомон-де-Ломань, де народився П'єр Ферма
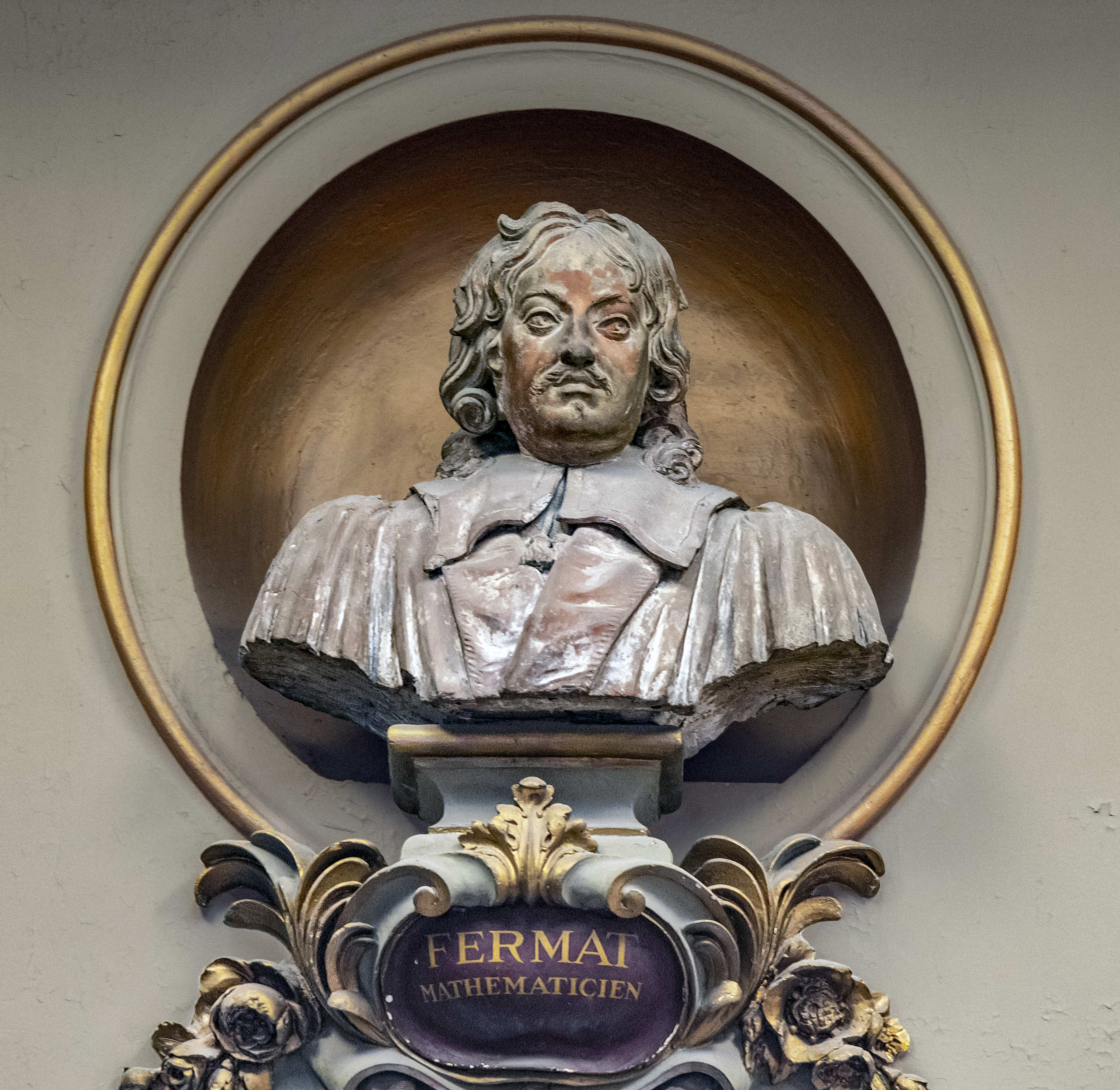
Погруддя Ферма в Тулузькому капітолії